# فیلیپ پنجم، پادشاه فرانسه
فیلیپ پنجم (به فرانسوی: Philippe V) ملقب به بلندبالا (۱۲۹۳ میلادی – ۳ ژانویه ۱۳۲۲ میلادی) پادشاه فرانسه و با عنوان فیلیپ دوم پادشاه ناوار از سال ۱۳۱۶ میلادی تا هنگام مرگش در سال ۱۳۲۲ میلادی بود.

## زندگی
وی پسر فیلیپ چهارم از همسرش خوآنای یکم، ملکه ناوار و از دودمان کاپتی بود.
وی در شهر لیون چشم به جهان گشود. در پادشاهی پنج روزه برادرزاده‌اش ژان یکم نایب او بود. در مرگ این پادشاه نوزاد دست فیلیپ پنجم دیده می‌شود و برخی بر این باورند که فیلیپ خود ژان را از میان برد تا به پادشاهی برسد.
وی در کشورداری پا بر جای پای پدرش فیلیپ چهارم گذاشت و مانند او دست به یک سری اصلاحات زد.
وی برخی از قانون‌های پیشین به ویژه آنهایی را که در زمان برادرش لوئی دهم پایه‌ریزی شده بود را کنار نهاد و قانون‌های تازه‌ای پایه‌ریزی کرد.
همچنین کشور را به سوی فلاندر گسترش داد. او زیر نفوذ عمویش شارل، کنت والوآ بود. او جایگاه بسیاری از کسانی را که در زمان پدرش رانده یا تبعید شده بودند، بازگرداند.
فیلیپ در لونشام پاریس درگذشت و وی را در کلیسای سن‌دنی به خاک سپردند. از آنجا که فرزند پسری نداشت پس از او برادر کوچکترش شارل چهارم به پادشاهی رسید.